# Rătitiș
Rătitiș falu Romániában, Erdélyben, Fehér megyében. Közigazgatásilag Bisztra községhez tartozik.

## Fekvése
A Mócvidéken, Bisztra közelében, Bălești mellett fekvő település.

## Története
Rătitiş korábban Bălești része volt. 1956 táján vált külön 184 lakossal.
1966-ban 205, 1977-ben 208, 1992-ben 120, 2002-ben pedig 93 román lakosa volt.